# Jeremy Allen White
Jeremy Allen White (ur. 17 lutego 1991 w Brooklynie) – amerykański aktor.
Laureat dwóch nagród Złotego Globu, dwóch nagród Emmy i trzech Nagród Gildii Aktorów Ekranowych za rolę Carmena „Carmy’ego” Berzatto, wielokrotnie nagradzanego nowojorskiego szefa kuchni, która wraca do swojego rodzinnego Chicago, aby prowadzić podupadającą restaurację „The Beef”, należącą do jego zmarłego brata Michaela w serialu FX The Bear (2022–).

## Życiorys
Urodził się w dzielnicy Brooklyn w Nowym Jorku jako syn Eloise Ziegler i Richarda White’a. Jego babcia ze strony ojca miała pochodzenie ukraińskie, a jego rodzina miała także korzenie angielskie, niemieckie i szkockie. W szkole podstawowej był tancerzem, który przez cały czas trenował balet, taniec jazzowy i stepowanie. Po przystąpieniu do nowego programu tańca w gimnazjum w wieku 13 lat zdecydował się zająć aktorstwem. Uczęszczał do Professional Performing Arts School w dzielnicy Hell’s Kitchen na Manhattanie.
Zadebiutował na ekranie w roli młodego Clive’a w komediodramacie Chada Lowe Piękne Ohio (Beautiful Ohio, 2006) u boku Williama Hurta. Pojawił się też w jednym z odcinków serialu NBC Wyrok (Conviction, 2006). Po raz pierwszy zwrócił na siebie uwagę w roli 15–letniego Davida, który skrywa tajemnicę w filmie krótkometrażowym Akwarium (Aquarium, 2007). W dramacie The Speed of Life (2007) został obsadzony w roli Sammera, znudzonego nastolatka z Nowego Jorku, który kradnie turystom kamery wideo i wycofuje się w fantazje na podstawie materiału, który znajdzie na nich. Następnie wystąpił jako Dave w dreszczowcu psychologicznym Afterschool (2008). Zagrał postać Charliego, nieszczęsnego, uzależnionego kuzyna White’a Mike’a (Chace Crawford) w dramacie Joela Schumachera Odlot (Twelve, 2010) o narkotykach dla zamożnych nastolatków. Uznanie zdobył za efektowną kreację inteligentnego, najstarszego brata, Phillipa „Lipa” Ronana Gallaghera w serialu Showtime Shameless – Niepokorni (2011–2021) o dysfunkcyjnej rodzinie.
18 października 2019 zawarł związek małżeński z aktorką Addison Timlin. Mają dwie córki, Ezer Billie (ur. 2018) i Dolores Wild (ur. 2020). W maju 2023 Timlin złożyła pozew o rozwód.

## Filmografia

### Filmy
- 2010: Odlot – Charlie
- 2013: Movie 43 – Kevin Miller

### Seriale
- 2007: Prawo i porządek – Jeremy
- 2008: Prawo i porządek – Andy Steel
- 2010: Prawo i porządek: sekcja specjalna – Michael Parisi
- 2011–2021: Shameless – Niepokorni – Phillip „Lip” Gallagher
- 2018: Homecoming – Shrier